# Elfriede Gollmann
Elfriede Gollmann (* 8. Juni 1914 in Linz; † 18. November 2007 ebenda) war eine österreichische Theaterschauspielerin.

## Leben und Wirken
Ihre ersten Rollen spielte sie bei ihrem Engagement am Linzer Landestheater in den Jahren von 1935 bis 1937.
Ihre Karriere führte sie über Salzburg, Troppau, Gießen, Wiesbaden, Görlitz bis nach Dresden. Nach dem Zweiten Weltkrieg, im Jahr 1945, kehrte sie aus dem zerbombten Dresden nach Linz zurück. Hier, in ihrer Heimatstadt, spielte sie zahlreiche Hauptrollen von starken Frauen wie die Maria Stuart, Medea, Mutter Courage, die Irre von Chaillot und auch Dürrenmatts Alte Dame.
Als sie im Jahr 1954 ein Angebot des Wiener Burgtheaters erhielt, die Nachfolge der verstorbenen Maria Eis anzutreten, lehnte sie dieses Engagement wegen ihres schwerkranken ersten Ehemannes ab. Sie blieb dem Linzer Landestheater bis zu ihrer Pensionierung im Jahr 1971 treu.

## Hörspiele (Auswahl)
- 1968: Philip Levene: Terra Incognita. Hörspiel in 8 Teilen – Regie: Ferry Bauer (Original-Hörspiel, Kriminalhörspiel, Science-Fiction-Hörspiel – ORF Oberösterreich)
- 1977: Karel Čapek: R.U.R. – Aufstand der Roboter – Regie: Ferry Bauer (Hörspielbearbeitung, Science Fiction-Hörspiel – ORF Oberösterreich)
- 1981: Gerhart Hauptmann: Fuhrmann Henschel – Regie: Ferry Bauer (Hörspielbearbeitung – ORF Oberösterreich)
- 1981: Fjodor Michailowitsch Dostojewski: Ein russischer Mönch (Erzählung aus Die Brüder Karamasow) – Regie: Ferry Bauer (Hörspielbearbeitung – ORF Oberösterreich)

Quelle: Ö1-Hörspieldatenbank